# Anonymous (film)
 For alternative betydninger, se Anonymous. (Se også artikler, som begynder med Anonymous)
Anonymous er en thriller med bl.a. Rhys Ifans og Vanessa Redgrave, instrueret af Roland Emmerich.

## Handling
I Elisabethansk England, er der mange politiske intriger mellem Tudors og Cecils om hvem der skal efterfølge dronning Elizabeth I (Vanessa Redgrave). Essex Rebellion er imod hende. Filmen følger inddragelse af Edward de Vere, 17. jarl af Oxford (Rhys Ifans), ikke blot den incestuøse elsker af dronning Elizabeth, men også den sande forfatter af værker af William Shakespeare (Rafe Spall).

## Medvirkende
- Rhys Ifans som Edward de Vere
- David Thewlis som William Cecil
- Jamie Campbell Bower som Unge Oxford
- Joely Richardson som Prinsesse Elizabeth Tudor
- Xavier Samuel som Southhampton
- Vanessa Redgrave som Dronning Elizabeth I
- Rafe Spall som William Shakespeare
- Mark Rylance som Gloucester
- Edward Hogg som Robert Cecil